# Бобио Пеличе
Бо̀био Пѐличе (на италиански: Bobbio Pellice; на пиемонтски: Beubi, Беуби, на окситански: Buebi, Буеби) е село и община в Метрополен град Торино, регион Пиемонт, Северна Италия. Разположено е на 732 m надморска височина. Към 1 януари 2020 г. населението на общината е 546 души, от които 22 са чужди граждани.